# Lednica ryjowata
Lednica ryjowata (Aelia rostrata) – gatunek pluskwiaka z podrzędu różnoskrzydłych i rodziny tarczówkowatych.

## Taksonomia
Gatunek ten opisany został po raz pierwszy w 1852 roku przez Carla Henrika Bohemana.

## Morfologia
Pluskwiak o dość wąskim, wydłużonym, wypukłym ciele długości od 10 do 12 mm. Ubarwienie ma od białożółtego do pomarańczowobrązowego z podłużnymi pasami na głowie, przedpleczu i tarczce, utworzonymi z czarnych punktów. Mocno wydłużona głowa ma wąskie i pociągłe bukule z dobrze widocznym zębem na przednim odcinku dolnej krawędzi oraz pozbawiona jest nabrzmiałości na spodniej stronie nierozszerzonych wierzchołków policzków. Trzy gładkie żeberka widnieją na przedpleczu; spośród nich środkowe biegnie przez całą jego długość, a te bocznej pary są krótkie. Półpokrywy mają przykrywkę z pozbawioną ciemnego pasa po wewnętrznej stronie żeberkowato wypukłej żyłki radialnej. Na spodniej stronie ud środkowej i tylnej pary bark dwóch czarnych plamek; są one jednobarwnie jasne lub tylne uda mają pojedynczą ciemną plamkę. Brzuszna strona odwłoka jest jasna z podłużnymi pasami uformowanymi z ciemnych punktów i czarnymi przetchlinkami.

## Ekologia
Owad ten występuje na trawach rosnących na stanowiskach ciepłych. W Polsce preferuje murawy kserotermiczne i piaskowe. Stadium zimującym są owady dorosłe. Dorosłe nowego pokolenia obserwuje się od końca lipca.

## Występowanie
Gatunek o rozsiedleniu zachodniopalearktycznym. W Europie znany jest z Portugalii, Hiszpanii, Francji, Austrii, Włoch, Niemiec, Danii, Szwecji, Litwy, Polski, Czech, Słowacji, Węgier, Białorusi, Ukrainy, Słowenii, Chorwacji, Bośni i Hercegowiny, Czarnogóry, Serbii, Albanii, Macedonii Północnej, Grecji, Mołdawii, Rumunii, Bułgarii, Turcji i Rosji. W Polsce znany z rozproszonych stanowisk na całym obszarze kraju.